# Seznam ekvadorskih politikov
Seznam ekvadorskih politikov.

## A
- Eloy Alfaro
- Otto Arosemena Gómez
- Carlos Julio Arosemena Monroy
- Carlos Julio Arosemena Tola
- Lupe Rosalía Arteaga Serrano de Fernández de Córdova

## B
- Alfredo Borrero
- Abdalá Bucaram
- Aminta Buenaño

## C
- José María Plácido de la Trinidad Caamaño y Gómez Cornejo
- Carlos Mancheno Cajas
- Emilio Estrada Carmona
- Ramón Castro Jijón
- Rodrigo Borja Cevallos
- Rafael Correa

## D
- Sixto Alfonso Durán Ballén Cordovez

## F
- León Esteban Febres-Cordero Ribadeneyra
- Juan José Flores y Aramburú

## G
- Gabriel Gregorio García Moreno
- Jorge Glas
- Leónidas Plaza Gutiérrez
- Lucio Edwin Gutiérrez Borbúa

## H
- Jaime Hurtado
- Luis Osvaldo Hurtado Larrea

## J
- Antonio Flores Jijón

## L
- Guillermo Lasso
- Lincoln Verduga Loor
- Manuel Félix López
- Luis Félix López

## M
- Jamil Mahuad Witt
- José  María Mariano Segundo
- Juan León Mera
- Carlos Julio Arosemena Monroy
- Abelardo Montalvo
- Gabriel García Moreno
- Lenín Boltaire Moreno Garcés
- María Alejandra Muñoz

## N
- Diego Noboa
- Daniel Roy Gilchrist Noboa Azín
- Gustavo José Joaquín Noboa Bejarano

## O
- José Joaquín de Olmedo

## P
- Federico Páez Chiriboga
- Ismael Pérez Pazmiño
- Alfredo Ernesto Poveda Burbano

## R
- Juan Francisco Robles García
- Vicente Ramón Roca Rodríguez
- Guillermo Antonio Rodríguez Lara
- Jaime Roldós Aguilera

## S
- Otto Sonnenholzner

## T
- José Luis Tamayo Terán

## V
- José Félix Valdivieso y Valdivieso
- Carlos Antonio Vargas Guatatuca
- Ignacio de Veintemilla
- José María Velasco Ibarra
- María Alejandra Vicuña

## Y
- Clemente Yerovi